# Truppenübungsplatz Arys

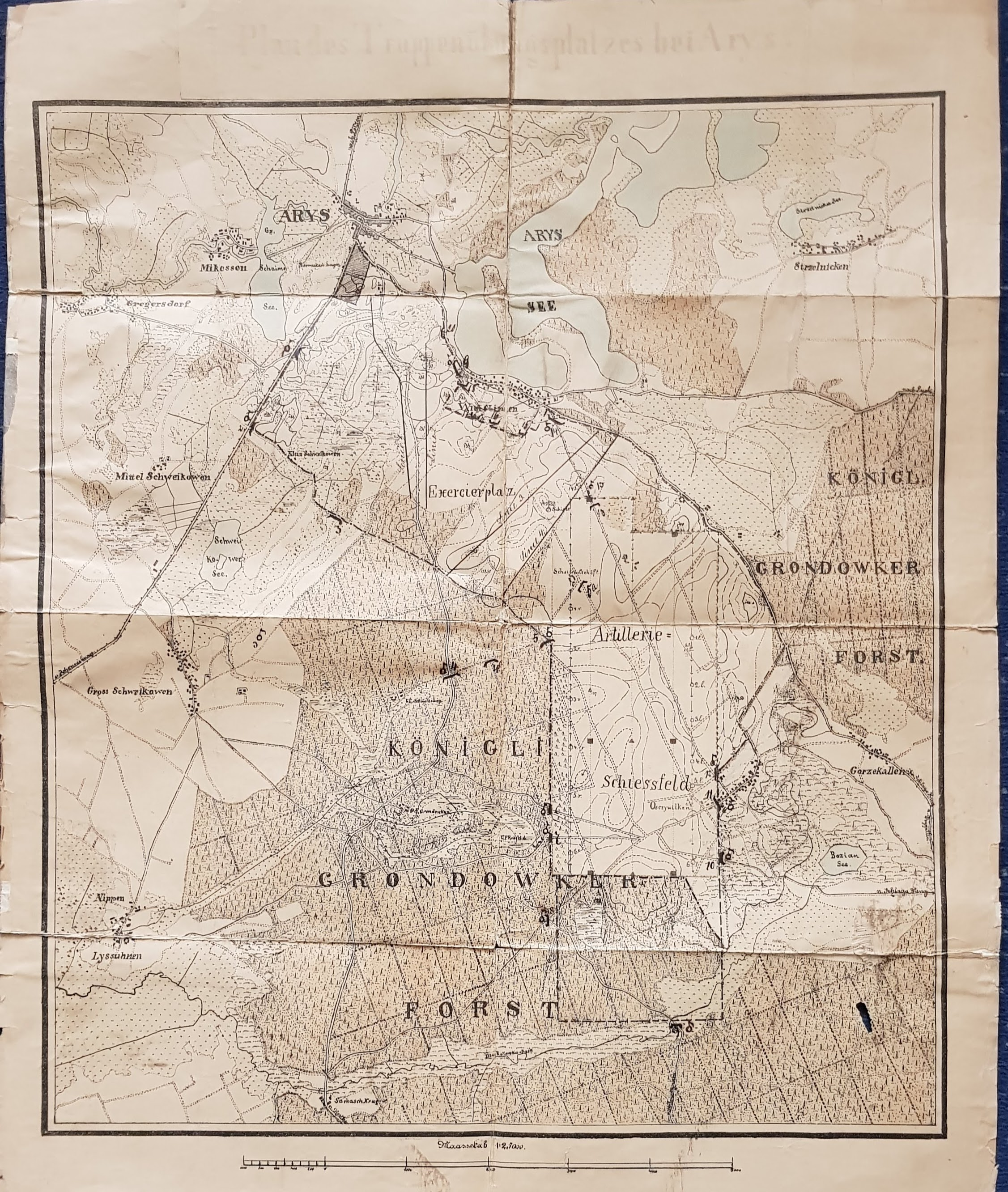
Manöverkarte des Truppenübungsplatzes bei Arys von 1893

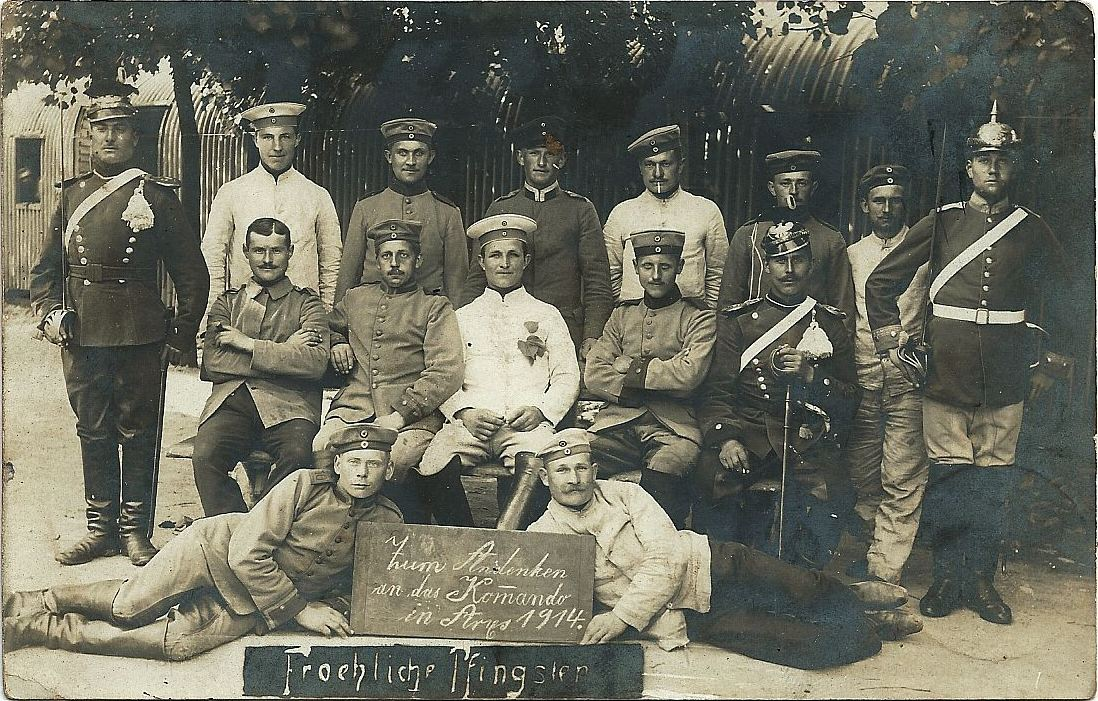
Preußische Kavallerie auf dem Truppenübungsplatz vor dem Ausbruch des Ersten Weltkrieges

Der Truppenübungsplatz Arys (polnisch Poligon Orzysz) ist ein Truppenübungsplatz in der Woiwodschaft Ermland-Masuren in Polen.

## Geschichte

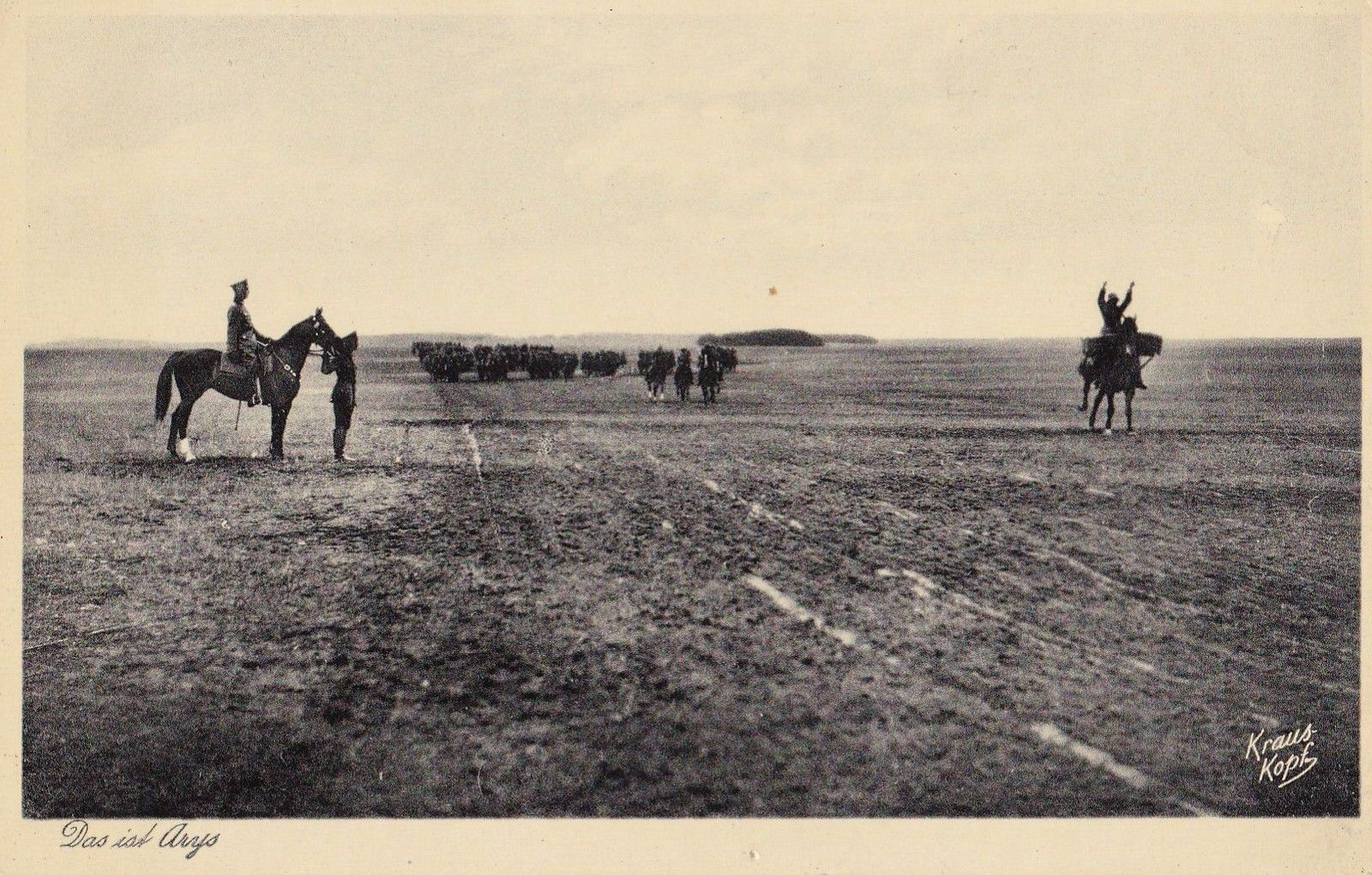
Das ist Arys, feldmäßige Truppenparade wahrscheinlich am Ende eines Manövers

Der Übungsplatz wurde 1891 bei der Kleinstadt Arys (Kreis Johannisburg, Regierungsbezirk Allenstein) in Ostpreußen angelegt.

### Nahegelegene Garnisonen
Masuren gehörte um 1893 zum Ersatz- und Garnisonsbezirk der 2. Division (zum I. Armeekorps in Königsberg gehörig), der Landkreis Neidenburg jedoch zum XVII. Armeekorps in (Danzig).
Das I. Bataillon des Infanterie-Regiments Nr. 45 lag in Lötzen und das II. und III. Bataillon in Lyck. Dort lag auch das Ulanen-Regiment „Graf zu Dohna“ (Ostpreußisches) Nr. 8 in Garnison.
Das Ostpreußische Jäger-Bataillon Nr. 1 lag in Ortelsburg und das I. Bataillon des Infanterie-Regiments Nr. 146 in Sensburg. Diese Verbände wurden 1908 nach Allenstein verlegt. Dafür kam das Infanterie-Regiment Nr. 151 nach Sensburg.

### Kaiserzeit
Arys wurde erst relativ spät an das Eisenbahnnetz angeschlossen. Zunächst wurde 1905 die Bahnstrecke Lötzen–Johannisburg zur Kreisstadt Johannisburg (Pisz) eröffnet, ein Jahr später war die Verbindung nach Lötzen fertiggestellt und 1915 kam die Verbindung Sensburg–Lyck hinzu. Mit der Eröffnung der Eisenbahnstrecke stieg die Bedeutung des Truppenübungsplatzes. Schließlich konnten nun auch schweres Gerät und Waffen transportiert werden. Außerdem konnten entferntere Truppenteile wie etwa aus Königsberg den Truppenübungsplatz nutzen. Ab 1913 war Angerburg erneut Garnisonsstadt.

### Erster Weltkrieg
Vom 7. bis 8. September 1914 kam es auf dem Truppenübungsplatz zum Gefecht von Arys. Die zahlreichen Toten auf beiden Seiten machen die Anlage eines Ehrenfriedhofs in Arys notwendig.
Am 14. Dezember 1916 nahm sich der Maler Waldemar Rösler, vom Krieg psychisch und physisch zerrüttet, dort das Leben.

### Zweiter Weltkrieg
Am 1. Januar 1929, 15. November 1938 und am 10. Juli 1940 übergab die Gemeinde Arys weitere Gutsbezirke zur Erweiterung des Truppenübungsplatzes um ca. 20.000 Hektar. Masuren, wie auch Ostpreußen waren Aufmarschgebiet der Wehrmacht beim Überfall auf Polen wie auch im Krieg gegen die Sowjetunion. Entsprechend wurde der Truppenübungsplatz genutzt. Viele Einheiten wurden hier zusammengestellt und für den Kriegseinsatz ausgebildet: so z. B.
- 161. Infanterie-Division, aufgestellt am 1. Dezember 1939
- Infanterie-Regiment 371, aufgestellt 4. Januar 1940
- 389. Infanterie-Division, aufgestellt am 26. Januar 1942 als „Rheingold“- Division
- Infanterie-Regiment 504, aufgestellt am 1. Februar 1940
- 383. Infanterie-Division, aufgestellt Anfang 1942
- 9. Luftwaffen-Feld-Division, aufgestellt im Oktober 1942

Aber Arys war auch ein Erprobungsgebiet für neue Waffen. So wurden der Wehrmacht und Hitler etwa der Sturmpanzer VI und ein maßstabsgetreues Holzmodell des Jagdpanzer VI Jagdtiger am 20. Oktober 1943 vorgeführt. Außerdem wurden während des Zweiten Weltkrieges hier freiwillige flämische und niederländische SS-Einheiten ausgebildet. Arys war bei den Soldaten wegen seiner abgelegenen Lage in der hintersten Ecke des Reiches nicht sehr beliebt. In Hans-Joachim Andersons Buch: Die Füchse sagen: "Gute Nacht!" wird darauf angespielt. Die Aussage wird sich wohl auf den sogenannten „Fuchsberg“ beziehen, einem Hügel auf dem Truppenübungsplatz (längs der Johannesburger Chaussee), der wohl in mancher Übung einbezogen wurde. Viele Soldaten- und Feldpostkarten hatten das Motiv einer unwirtlichen Gegend, wo Fuchs und Hase sich gute Nacht sagen.

### Nachkriegszeit
Nach 1945 wurde auf dem Gelände des Truppenübungsplatzes ein Internierungslager des sowjetischen Geheimdienstes NKWD errichtet.
Nach Übernahme durch die polnische Armee wird der Truppenübungsplatz als Poligon Orzysz bis heute militärisch genutzt.

### Trivia
Bei den meisten Landsern wurde die Einöde der masurischen Landschaft durch den folgenden Spruch markiert, der auch häufig auf Postkarten wiedergegeben wurde:

Hier halten die Wölfe treu die Wacht,

die Füchse sagen gute Nacht.
Daher wurde der Wolf und der Fuchs auch häufig auf Postkarten abgebildet.
Wegen die Verdienste von Robert Bürkner um die Verteidigung Ostpreußens im Ersten Weltkrieg und danach wurde im Jahre 1926 eine im Preußischen Höhenrücken in Masuren gelegene 145 Meter hohe Anhöhe „Bürknerhöhe“ genannt. Die Bürknerhöhe lag südlich der Ortschaft Wiersbinnen auf dem Gelände des Truppenübungsplatzes Arys, der noch heute ein polnischer Truppenübungsplatz ist. Die Anhöhe heißt heute „Wzgórze Mazurskie“ (Masurische Anhöhe).

## Kommandanten (Auswahl)
- Oberst/Generalmajor z. D.  Kressner: von 1892 bis 1894
- Oberst/Generalmajor Robert von Graba: von 1894 bis 1897
- Generalmajor z. D. Berthold Roether: von 1897 bis 1903
- Oberst/Generalmajor Hermann von Monsterberg: ab 1903
- Generalmajor Otto von Gagern: um 1912
- Generalmajor Otto Nusche: um 1918
- Oberst/Generalmajor Leo von Paczynski-Tenczyn: von Oktober 1919 bis März 1921
- Oberstleutnant Walter von Schleinitz: von Dezember 1922 bis Ende September 1926
- Oberstleutnant/Oberst Carl Sturm: von Januar 1929 bis März 1931
- Oberstleutnant Friedrich Brüll: ab März 1931
- Oberstleutnant/Oberst Fritz Ebeling: von April 1933 bis April 1937
- Oberst Walter Sauvant: von November 1938 bis September 1939

## Bekannte Personen (Auswahl)
- Max von Schenckendorff: ab Mitte November 1916 Leiter der Kompanieführer-Kurse der Obersten Heeresleitung (OHL) auf dem Truppenübungsplatz
- Waldemar Rösler: diente 1916 auf dem Truppenübungsplatz und brachte sich Ende 1916 dort  um
- Hermann-Bernhard Ramcke: von 1923 bis 1925 Adjutant des Kommandanten

## Postkarten vom Truppenübungsplatz Arys

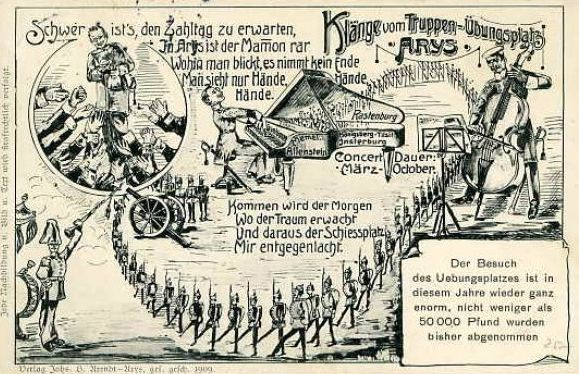
Zahltag in Arys
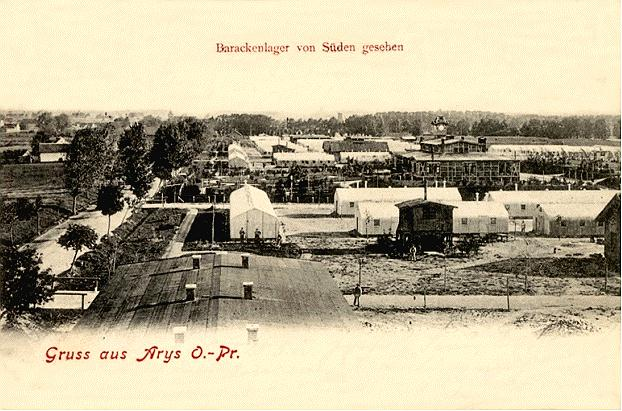
Truppenübungsplatz um 1900
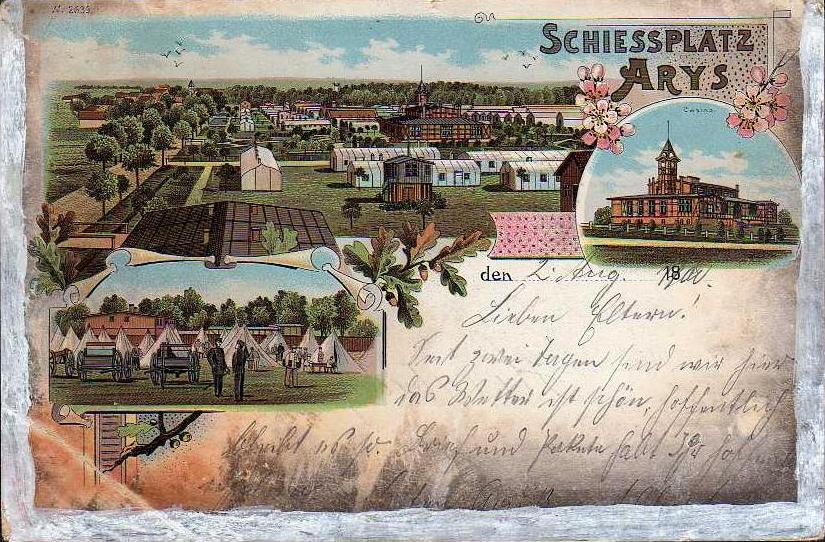
Truppenübungsplatz um 1902
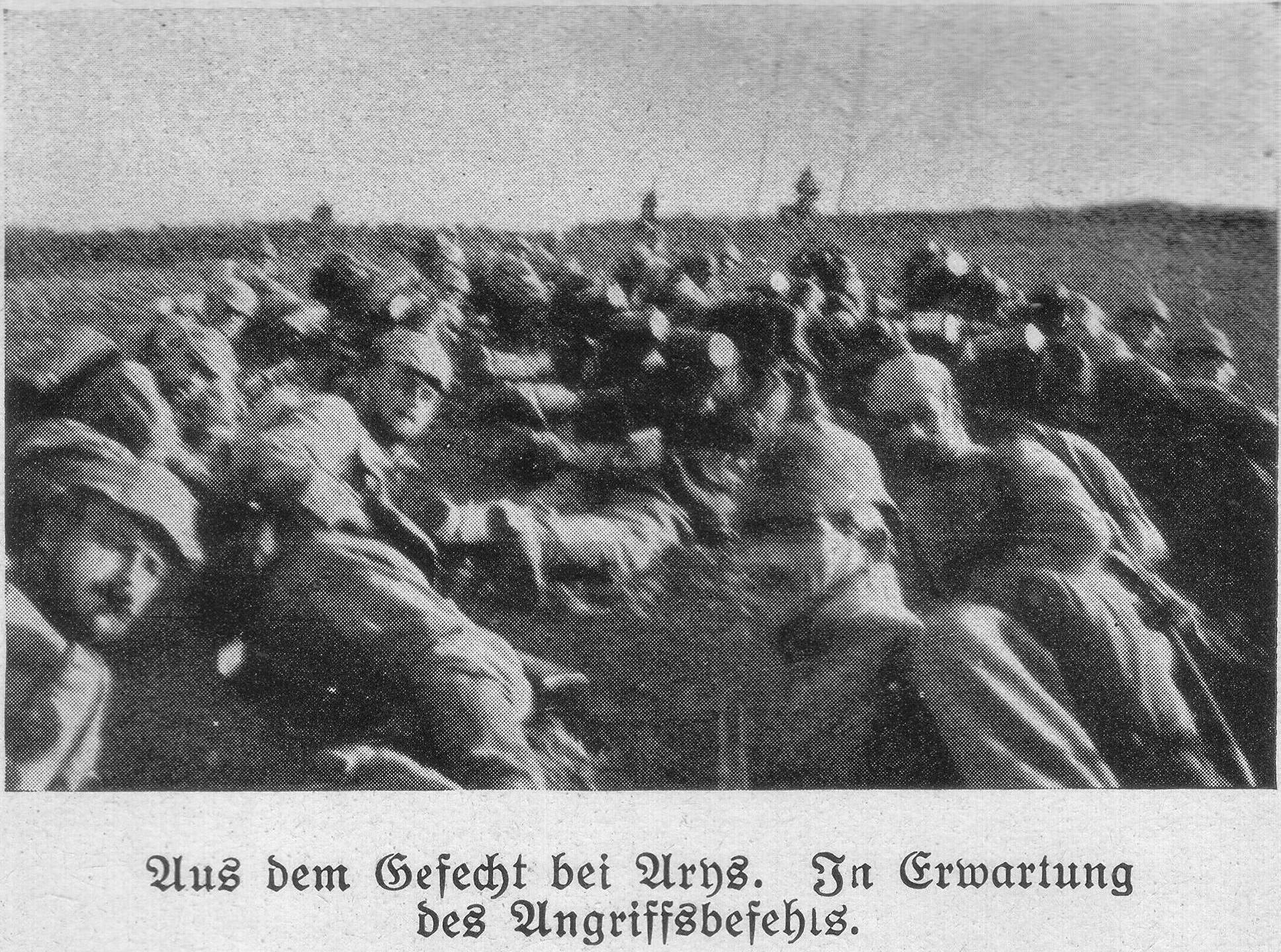
Gefecht bei Arys, Erwartung des Angriffs
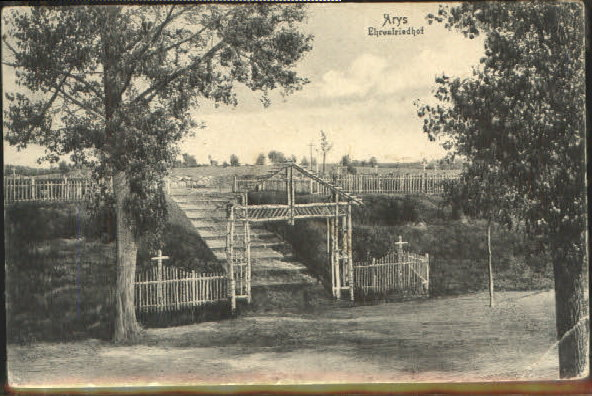
Der neu angelegte Ehrenfriedhof in Arys
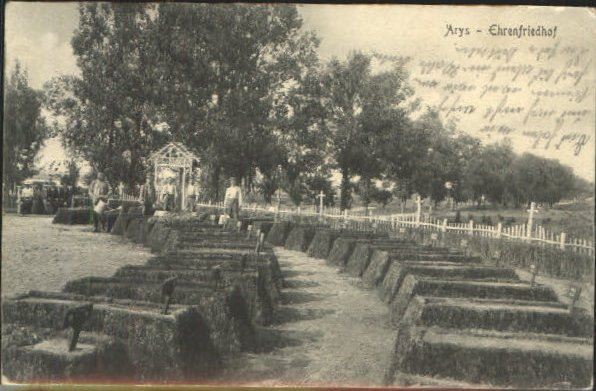
Der neu angelegte Ehrenfriedhof in Arys
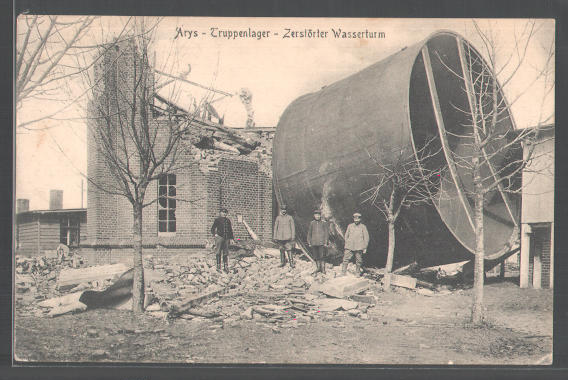
Nach der russischen Invasion 1914
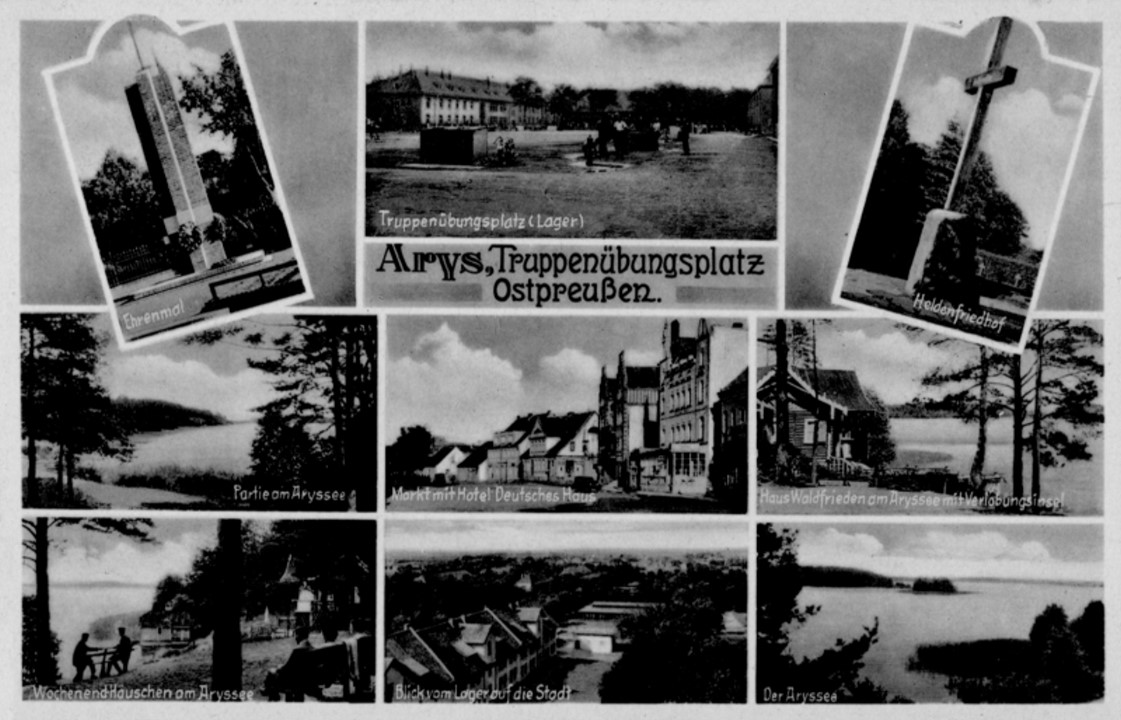
Der Truppenübungsplatz in den 20er Jahren